# Årets Profiler
Årets Profiler i henholdsvis Superligaen, 1. division og 2. division kåres af spillerne selv i de respektive divisioner. Kort forinden Årets Fodboldfest afgiver spillerne deres stemmer på den spiller i egen division de finder bedst, mest værdifuld og/eller mest iøjnefaldende. Spillerforeningen (SF) har uddelt disse priser.
Fra 2006 begyndte TV 2 i samarbejde med Dansk Boldspil-Union at lave deres egen "årets fodboldspiller"-titel som en del af FodboldGalla 2006.

## Superligaen
| År   | Spillerforeningen                  | DBU                                 |
| ---- | ---------------------------------- | ----------------------------------- |
| 2016 | Thomas Delaney (FC København)      | Thomas Delaney (FC København)       |
| 2015 | Nicolai Jørgensen (FC København)   | Erik Sviatchenko (F.C. Midtjylland) |
| 2014 | Pione Sisto (F.C. Midtjylland)     | Pione Sisto (F.C. Midtjylland)      |
| 2013 | Peter Ankersen (Esbjerg fB)        | Andreas Cornelius (FC København)    |
| 2012 | Nicolai Stokholm (FC Nordsjælland) | Nicolai Stokholm (FC Nordsjælland)  |
| 2011 | Dame N'Doye (FC København)         | Dame N'Doye (FC København)          |
| 2010 | William Kvist (FC København)       | Atiba Hutchinson (FC København)     |
| 2009 | Jakob Poulsen (AGF)                | Jakob Poulsen (AGF)                 |
| 2008 | Baye Djiby Fall (OB)               | Baye Djiby Fall (OB)                |
| 2007 | Jesper Grønkjær (FC København)     | Jesper Grønkjær (FC København)      |
| 2006 | Michael Gravgaard (FC København)   | Tobias Linderoth (FC København)     |
| 2005 | Michael Gravgaard (FC København)   |                                     |
| 2004 | Mohamed Zidan (FC Midtjylland)     |                                     |
| 2003 | Morten Wieghorst (Brøndby IF)      |                                     |
| 2002 | Thomas Røll Larsen (FC København)  |                                     |

## Divisionsrækkerne
| År        | 1. division                       | 2. division                      |
| --------- | --------------------------------- | -------------------------------- |
| 2019-2020 | [[]] ([[]])                       | Nicolas Mortensen (Helsingør IF) |
| 2018-2019 | Emil Nielsen (FC Roskilde)        | Mikkel Jespersen (Skive IK)      |
| 2017-2018 | Anders Dreyer (Esbjerg FB)        | Kim Aabech (Hvidovre IF)         |
| 2016      | Mikkel Rygaard Jensen (Lyngby BK) | Emmanuel Ogude (B93)             |
| 2015      | David Boysen (Lyngby Boldklub)    | Nick Christensen (HIK)           |

| År   | 1. division                         | 2. division øst                    | 2. division vest                   |
| ---- | ----------------------------------- | ---------------------------------- | ---------------------------------- |
| 2014 | David Boysen (Lyngby BK)            | Martin Koch (FC Helsingør)         | Mikkel Rygaard Jensen (Næstved BK) |
| 2013 | Kasper Fisker (Randers FC)          | Emil Nielsen (FC Roskilde)         | Anders Hostrup (Skive IK)          |
| 2012 | Thomas Dalgaard (Viborg FF)         | Marc Olsen (Hvidovre IF)           | Peter Rask Jensen (Aarhus Fremad)  |
| 2011 | Søren Rieks (Esbjerg FB)            | Anders Kaagh (Herlev IF Fodbold)   | Casper Johansen (FC Fyn)           |
| 2010 | Peter Graulund (AGF)                | Emil Dyre (B93)                    | Peter Rask Jensen (Aarhus Fremad)  |
| 2009 | Henrik Madsen (?)                   | Niels-Peter Kjølbye (Avarta)       | Danilo Arrieta (Hobro IK)          |
| 2008 | Rajko Lekic (Silkeborg IF)          | Rasmus Festersen (FC Vestsjælland) | Lwasi Sahula (FC Fyn)              |
| 2007 | Pablo Piñones-Arce (Vejle Boldklub) | Andreas Mortensen (Fremad Amager)  | Jens D. Kristiansen (OB 2. hold)   |
| 2006 | Peter Bechmann (Thisted FC)         | Casper Henningsen (Slagelse BK&IF) | Ronnie Svenson (Skive IK)          |
| 2005 | Henrik Toft (Vejle Boldklub)        | Gilberto Macena (Holbæk B&IF)      | René Svendsen (Hobro IK)           |

| År   | 1. division                      | 2. division                        |
| ---- | -------------------------------- | ---------------------------------- |
| 2004 | Jacob Olesen (HFK Sønderjylland) | Christian Holst (Lyngby Boldklub)  |
| 2003 | Rajko Lekic (Silkeborg IF)       | Karsten Jensen (Næstved IF)        |
| 2002 | Mirko Selak (BK Frem)            | Anders Jochumsen (BK Skjold)       |
| 2001 | Jeppe Tengbjerg (Farum Boldklub) | Anders Clausen (Næstved IF)        |
| 2000 | Mogens Laursen (Randers Freja)   | Michael Steffensen (Vejen SF, KIF) |
| 1999 | Iddi Alkhag (Esbjerg fB)         | Søren Borup (Skive IK)             |
| 1998 | Abdul Sule (Herning Fremad)      | Nicolai Stokholm (Holbæk B&IF)     |

| År   | 1. division                       | 2. division øst          | 2. division vest                |
| ---- | --------------------------------- | ------------------------ | ------------------------------- |
| 1997 | Søren Hermansen (Aarhus Fremad)   | Casper Larsen (BK Frem)  | Bo Nielsen (IK Aalborg Chang)   |
| 1996 | Peter Lassen (Akademisk Boldklub) | Søren Folkmann (BK Frem) | Søren Hermansen (Aarhus Fremad) |

| År   | 1. division                    | 2. division                   | 3. division øst              | 3. division vest                   |
| ---- | ------------------------------ | ----------------------------- | ---------------------------- | ---------------------------------- |
| 1995 | Steffen Højer (Viborg FF)      | Michael Pedersen (Esbjerg fB) | Michael Madsen (BK Avarta)   | Peter Rasmussen (Nørre Aaby IK)    |
| 1994 | Christian Clem (Fremad Amager) | Danny Jung (B.93)             | Anders Nielsen (Hellerup IK) | Kim Michelsen (IF Skjold Birkerød) |

| År   | 1. division                | 2. division øst                   | 2. division vest                |
| ---- | -------------------------- | --------------------------------- | ------------------------------- |
| 1993 | Lars Gasberg (Ølstykke FC) | Finn Buchard (Akademisk Boldklub) | Peter Rasmussen (Nørre Aaby IK) |

| År   | 1. division             | 2. division                   | 3. division øst                    | 3. division vest                |
| ---- | ----------------------- | ----------------------------- | ---------------------------------- | ------------------------------- |
| 1992 | Leon Hansen (Odense BK) | Søren Nielsen (Fremad Amager) | Kenneth Christiansen (Ølstykke FC) | Steen Mikkelsen (FC Fredericia) |

| År   | 2. division                 | 3. division øst                 | 3. division vest               |
| ---- | --------------------------- | ------------------------------- | ------------------------------ |
| 1991 | Ole Bjur (Vanløse IF)       | Johnny Vilstrup (Fremad Amager) | Mads Iversen (Randers Freja)   |
| 1990 | Ole Møller Nielsen (B 1913) | Peter Lassen (Hvidovre IF)      | Lars Møller (Horsens fS)       |
| 1989 | Piotr Haren (KB)            | Peter Eriksen (Dragør Boldklub) | Jan Nielsen (Greve IF Fodbold) |

## Ekstern kilde/henvisning
- Spillerforeningens officielle hjemmeside
- www.dbu.dk Arkiveret 26. august 2018 hos  Wayback Machine